# Brooks (Kentucky)
Brooks és una concentració de població designada pel cens dels Estats Units a l'estat de Kentucky. Segons el cens del 2000 tenia 2.678 habitants.

## Demografia
Segons el cens del 2000, Brooks tenia 2.678 habitants, 1.032 habitatges, i 762 famílies. La densitat de població era de 220,9 habitants/km².
Dels 1.032 habitatges en un 34,1% hi vivien nens de menys de 18 anys, en un 56,4% hi vivien parelles casades, en un 12,1% dones solteres, i en un 26,1% no eren unitats familiars. En el 20,6% dels habitatges hi vivien persones soles el 4,7% de les quals corresponia a persones de 65 anys o més que vivien soles. El nombre mitjà de persones vivint en cada habitatge era de 2,59 i el nombre mitjà de persones que vivien en cada família era de 3.
Per edats la població es repartia de la següent manera: un 25,8% tenia menys de 18 anys, un 8,8% entre 18 i 24, un 31,7% entre 25 i 44, un 27,6% de 45 a 60 i un 6,2% 65 anys o més.
L'edat mediana era de 36 anys. Per cada 100 dones de 18 o més anys hi havia 97,1 homes.
La renda mediana per habitatge era de 41.824 $ i la renda mediana per família de 51.146 $. Els homes tenien una renda mediana de 37.225 $ mentre que les dones 23.476 $. La renda per capita de la població era de 17.675 $. Entorn del 5,9% de les famílies i el 10,6% de la població estaven per davall del llindar de pobresa.

## Poblacions més properes
El següent diagrama mostra les poblacions més properes.